# Legge del 7 luglio 1904

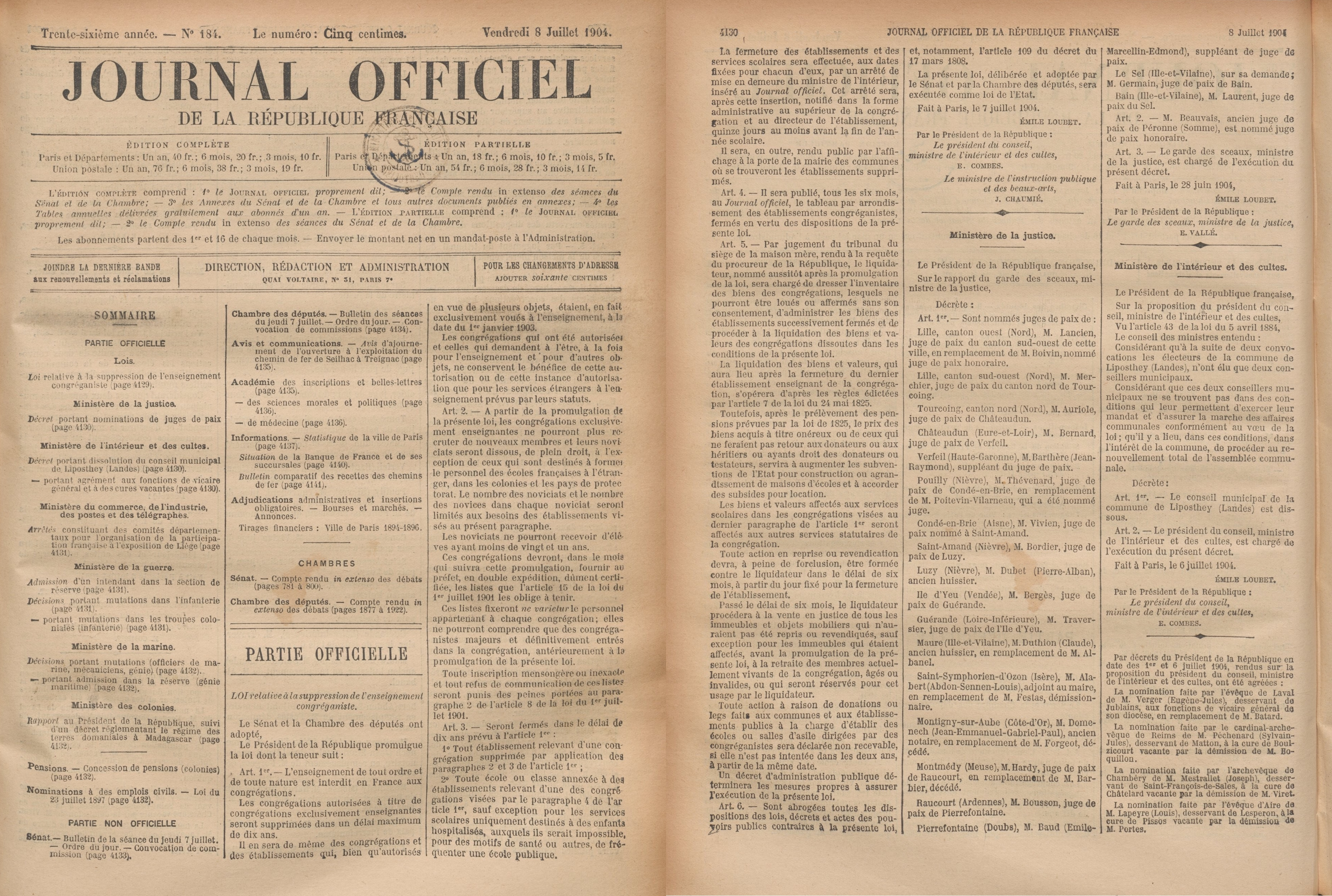
Loi relative à la suppression de l'enseignement congréganiste, JORF, 08/07/1904

La legge del 7 luglio 1904, o legge relativa alla soppressione dell'insegnamento delle congregazioni, nota come legge Combes, è una legge della Repubblica francese che preclude l'istruzione a tutte le congregazioni religiose, anche autorizzate, e che prescrive la liquidazione dei loro beni.
Questa legge condusse all'apertura di numerose scuole private supervisionate da personale laico o secolarizzato, rafforzando notevolmente la secolarizzazione dell'istruzione in Francia.

## Contesto
A seguito dell’espulsione delle congregazioni nel 1880, una parte delle congregazioni riuscì a ricostituirsi, dando luogo ad una reazione anticlericale da parte delle autorità della Terza Repubblica, inizialmente più moderata durante il governo di Pierre Waldeck-Rousseau (dal 1899 al 1902), e poi più intensa durante il governo di Émile Combes (dal 1902 al 1905).
Combes descrisse come una "campagna laica" la propria azione politica volta a ridurre l’influenza della Chiesa cattolica nell’ambito educativo e scolastico. Furono chiuse 3.000 istituzioni scolastiche, anche autorizzate, e nel 1903 si verificò una seconda ondata di espulsioni dalla Francia.
L'approccio di Combes fu diverso da quello di Waldeck-Rousseau, che desiderava soprattutto un controllo statuale delle congregazioni. Nel novembre del 1903 Combes annunciò la propria intenzione di approvare una legge che vietasse l'insegnamento ai membri di congregazioni anche autorizzate e il mese successivo presentò un disegno di legge in tal senso. Fu istituita una commissione presieduta da Ferdinand Buisson e dal 29 febbraio al 28 marzo 1904 si tennero vivaci dibattiti.

## Contenuto
Come suggerito dal titolo Loi relative à la suppression de l'enseignement congréganiste (“Legge relativa alla soppressione dell'educazione congregazionale”), la norma si propone di obbligare i fratelli delle scuole cristiane a secolarizzarsi ovvero di cessare l'insegnamento. In concreto, qualsiasi richiesta di aprire una scuola congregazionale diventava semplicemente irricevibile. La norma conteneva in particolare i seguenti articoli:
Art. 5. Par jugement du tribunal du siège de la maison-mère, rendu à la requête du procureur de la République, le liquidateur, nommé aussitôt après la promulgation de la loi, sera chargé de dresser l'inventaire des biens des congrégations, lesquels ne pourront être loués ou affermés sans son consentement, d'administrer les biens des établissements successivement fermés et de procéder à la liquidation des biens et valeurs des congrégations dissoutes dans les conditions de la présente loi.»
Arte. 5. Con sentenza del tribunale della sede della casa madre, emessa su richiesta del Procuratore della Repubblica, il liquidatore, nominato subito dopo la promulgazione della legge, sarà incaricato di redigere l'inventario dei beni delle congregazioni, che possono essere affittati o locati senza il suo consenso, per amministrare i beni degli insediamenti che siano stati chiusi successivamente e per procedere alla liquidazione dei beni e dei valori delle congregazioni sciolte secondo le condizioni della presente legge.»
(Legge Combes)

## Applicazione
La legge fu adottata dalla Camera il 28 marzo 1904 con 316 voti favorevoli e 269 contrari, quindi dal Senato il 5 luglio e infine fu promulgata il 7 luglio.
La legge si applica quindi all'istruzione di ogni grado — primaria, secondaria o superiore — e di ogni ordine — professionale, agraria, artistica, ecc. —, fatto che condannava tutte le congregazioni esclusivamente educative alla scomparsa. Invece, le congregazioni che svolgevano una doppia attività si videro amputate solo di quella nell’ambito dell’istruzione, ma poterono continuare l'altra attività, ad esempio caritativa o ospedaliera, e destinare ad essa personale, beni o edifici precedentemente dedicati all'istruzione.
Inoltre, vi fu una tolleranza per alcune forme di insegnamento specifiche all'interno degli istituti di tipo ospedaliero che includono una scuola dedicata all'insegnamento in apprendistato o anche per orfani, sordomuti, ciechi.
Un emendamento di Georges Leygues consentiva il mantenimento di congregazioni al di fuori della Francia metropolitana a condizione che «mediante l’insegnamento o la propria attività dessero lustro alla Francia». Infine, un emendamento di Joseph Caillaux aumentò il termine per l'abolizione delle congregazioni rigorosamente didattiche dai cinque anni inizialmente previsti a dieci.

## Conseguenze
A fronte di un obbiettivo iniziale di 6.129 chiusure programmate, soltanto 3.105 furono condotte a termine. Mentre Combes si apprestava a lasciare il potere nel 1905, il tasso delle chiusure andava riducendosi. I verbali prefettizi dell'epoca attestano anche che le scuole interessate riuscirono a evitare la chiusura o a riaprire regolarmente dopo aver secolarizzato i congregati o essersi rivolte a terzi, mentre aumentava il numero delle congregazioni che presentavano ricorsi con un discreto successo.
Oltre alle secolarizzazioni reali o fittizie che consentivano agli insegnanti delle congregazioni di continuare a svolgere la propria professione in Francia, lo storico Patrick Cabanel ha stimato che circa 30.000 congregazionisti lasciarono il Paese tra l'inizio del XX secolo e il 1914. Nonostante la dispersione dei religiosi e la significativa riduzione del patrimonio immobiliare, l'educazione cattolica riuscì comunque a sopravvivere e anche a continuare ad essere prospera, in particolare con la riorganizzazione dell'educazione confessionale da parte del clero secolare e l'apertura di numerose scuole private supervisionate da laici o da personale secolarizzato, facendo ricorso ad associazioni ai sensi della Legge del 1901.
La legge del 1904 modificò notevolmente la geografia scolastica francese, rafforzando la secolarizzazione dell'istruzione. Delle circa 13.000 scuole congregazionali che esistevano sul suolo francese nel 1880, solo 27 rimasero nel 1912.
La legge Combes fu abrogata dalla legge del 3 settembre 1940 del regime di Vichy, che, contestualmente alla riautorizzazione delle congregazioni insegnanti, ripristinò l'insegnamento della religione nelle scuole secolari. Alla Liberazione del 1940, questa restaurazione delle congregazioni insegnanti non fu nuovamente messa in discussione.